# Claes Cronstedt
Claes Sergei Rudolf Cronstedt, född 23 maj 1943 i Hedvig Eleonora församling i Stockholm, är en svensk greve och jurist.

## Biografi
Claes Cronstedt är son till arkitekten Rudolf Cronstedt och konstnären Olga Cronstedt, ogift Eliena.
Efter studentexamen vid östra realläroverket i Stockholm 1963 läste han vid Stockholms universitet där han blev juris kandidat 1969. Han har varit delägare i advokatfirman Landahl & Bauer i Stockholm och senare i advokatbyrån Baker & Mc Kenzie, som på 1990-talet hade ett stort antal av de multinationella bolagen som klienter.
Cronstedt var på 1990-talet ordförande i Svenska Raoul Wallenberg-föreningen. Han har varit styrelseledamot i International Alert i London och medlem av International Commission of Jurists Expert Legal Panel on Corporate Complicity in International Crimes. Han arbetar med CSR-frågor i Gaemo Group International, är ledamot av CCBE:s kommitté för CSR och medlem av Geneva International Committee of Human Rights Watch. Han var en av grundarna till Raoul Wallenberg Academy 2001.
Claes Cronstedt var 1969–1975 gift med juristen Nane Lagergren (född 1944), dotter till Gunnar Lagergren och Nina von Dardel samt systerdotter till Raoul Wallenberg. De fick en dotter 1970. Åren 1976–2008 var han gift med advokaten Gunilla Billner (född 1947) med vilken han fick fyra söner, födda 1977, 1978, 1981 och 1986. Claes Cronstedt är bosatt i Schweiz.